# Charles Gernez-Rieux
Pour les articles homonymes, voir Gernez.
Charles Gernez-Rieux, né le 22 avril 1898 à Roubaix et mort à Lille le 11 juin 1971, est un professeur de l'université de Lille, spécialisé en bactériologie. Il fut directeur de l'Institut Pasteur de Lille durant 27 ans.

## Biographie
Charles Gernez-Rieux fait ses études de médecine à Lille et est reçu à l'internat, en 1920. Albert Calmette, alors directeur de l'Institut Pasteur de Lille, lui propose une bourse d'études et un sujet de thèse  sur l'allergie microbienne et l'immunisation cutanée. Il soutient sa thèse de doctorat en médecine, intitulé Inoculation cutanée et défense de l'organisme. L'Intradermo-réaction et l'Intradermo-inoculation en 1924.
Dès 1925, il est agrégé de Médecine à Lille. Il devient chef des travaux pratiques de bactériologie en 1930, puis professeur de bactériologie et d'hygiène en 1939, et titulaire de la première chaire de clinique pneumo-phtisiologique de France à partir de 1953. Il est directeur de l'Institut Pasteur de Lille de 1944 à son décès en 1971. Sous sa tutelle, l'institut devient un centre de référence international en microbiologie. Avec ses collègues et étudiants, il est auteur de centaines de publications et rapports.
En 1964 il devient directeur, pour une année, de l'Institut Pasteur alors en crise.
Le professeur Gernez-Rieux est membre fondateur du Conseil national de l'ordre des médecins, correspondant de l'Académie des sciences, président de la Société française de microbiologie de 1963 à 1966 et président de l'Académie nationale de médecine en 1971.
Il est actif  dans les mouvements de  résistance pendant la seconde guerre mondiale, il est commandeur de la Légion d'honneur.

## Postérité
L'institut de formation en soins infirmiers du Centre hospitalier régional universitaire de Lille porte son nom.
Gernez Rieux est le nom d'un collège de Ronchin, d'une rue à Seclin et d'un parc à Wasquehal.

## Quelques publications
- 1924 Inoculation cutanée et défense de l'organisme. L'Intradermo-réaction et l'Intradermo-inoculation, Thèse pour le doctorat en médecine, Lille, impr.-éditeur O. Marquant, 294 pages[5]
- 1948  L’œuvre d'Albert Calmette à Lille, Paris, Masson, 1948. In-8°, 10 pages, extrait de La Presse médicale. N° 34, 12 juin 1948[6]
- 1958 La Corticothérapie surrénale dans le traitement de la tuberculose, Paris : Masson, 216 pages, avec Henri Warembourg, etc. et Michel Pauchant[7]
- 1966 Éléments de médecine préventive, hygiène et médecine sociale, Paris : Flammarion, avec Marcel Gervois. plusieurs rééditions[8]